# Buckhorn (metropolitana di Amburgo)
Buckhorn è una stazione della metropolitana di Amburgo, sulla linea U1, diramazione per Ohlstedt.

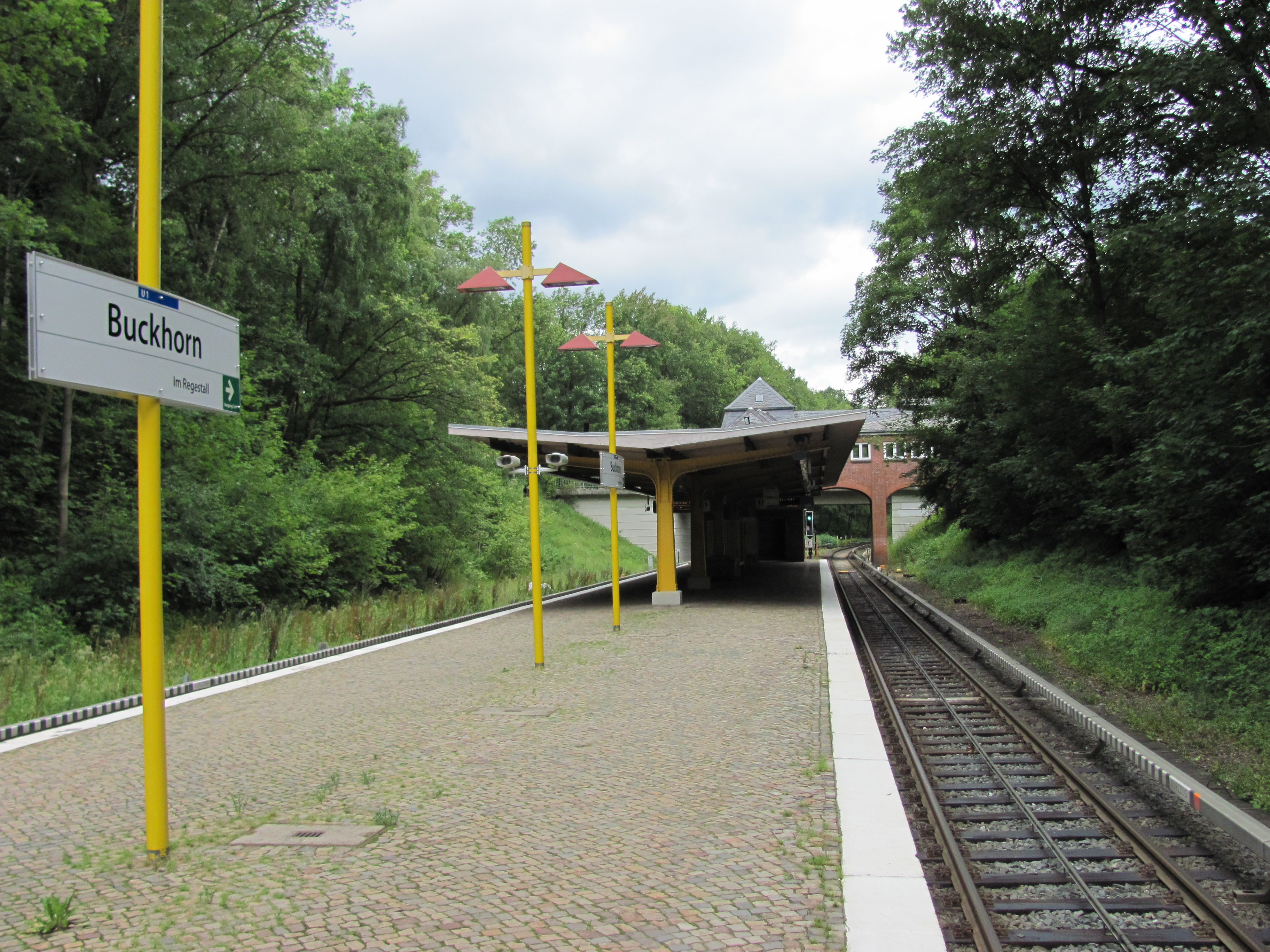
Banchine

Situata nel quartiere di Volksdorf, nella parte nord est della città di Amburgo, distretto di Wansbek, è stata inaugurata il 1º febbraio 1925. Si tratta di una stazione di superficie.